# Hochelaga (film)
Pour les articles homonymes, voir Hochelaga.
Pour plus de détails, voir Fiche technique et Distribution.
 Hochelaga est un film québécois réalisé par Michel Jetté, sorti en 2000 et mettant en vedette Dominic Darceuil.

## Synopsis
Les gangs de motards criminalisés représentent un phénomène qui fait régulièrement l'actualité au Québec. Ce film donne une certaine vue de l’intérieur. Marc est recruté par une bande de l’est de Montréal, les Dark Souls, qui sont en guerre avec un autre groupe criminalisé. Dans ce monde où mort et violence sont omniprésents, la confrontation de Marc à cet univers qui fonctionne en vase clos finira par lui révéler les motifs réels de son engagement.

## Fiche technique
- Réalisation : Michel Jetté
- Production : Michel Jetté et Louise Sabourin
- Scénario : Michel Jetté
- Photographie : Larry Lyn
- Montage : Michel Jetté et Louise Sabourin
- Musique : Gilles Grégoire

## Distribution
- Dominic Darceuil : Marc
- David Boutin : Finger
- Ronald Houle : Massif
- Jean-Nicolas Verreault : Eric « Nose » Beaupré
- Michel Charette : Bof
- Deano Clavet : Tatou
- Claudia Hurtubise : Coco
- Patrick Peuvion : Frais-chié
- Paul Dion : Popeye
- Michèle Péloquin : Mère de Marc
- André Lacoste : Stash
- Michael D’Amico : Motton
- Catherine Trudeau : Louise
- Sandrine Bisson : Serveuse
- Mélanie Delisle : Julie
- André Doucet : Snake
- Claude Gai : Employé au sauna
- France Gauthier : Journaliste
- Guy Provencher : La Créature
- Pierre Rivard : Boss des L.S. Riders
- Catherine Vidal : Sœur de Marc

## Autour du film
Le film fut dédié à la mémoire de Patrick Peuvion (personnage de Frais-Chié), celui-ci étant décédé lors de la production du film.

## Récompenses et distinctions
Récompenses
- 2000 : Prix Jutra du meilleur acteur de soutien à David Boutin

Nominations
- 2000 : Grand prix des Amériques au Festival des films du monde de Montréal à Michel Jetté
- 2001 : Prix Génie de la Meilleure réalisation à Michel Jetté
- 2001 : Prix Génie du Meilleur montage Image à Michel Jetté et Louise Sabourin
- 2001 : Prix Génie du Meilleur film
- 2001 : Prix Génie de la Meilleure musique originale à Gilles Grégoire
- 2001 : Prix Génie du Meilleur scénario à Michel Jetté
- 2001 : Prix Génie du Meilleur son à Dominique Delguste